# Andrei Iwanowitsch Wostrikow

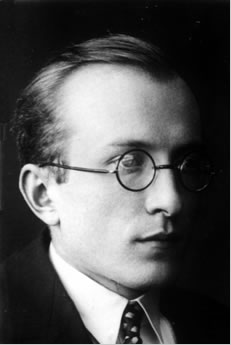
Andrei Iwanowitsch Wostrikow

Andrei Iwanowitsch Wostrikow (russisch Андрей Иванович Востриков, wiss. Transliteration Andrej Ivanovič Vostrikov; * 10. Oktoberjul. / 23. Oktober 1902greg. in Ogarewka, Atkarsker Ujesd, Gouvernement Saratow; † 26. September 1937 in Leningrad) war ein russisch-sowjetischer Ostasienwissenschaftler. Er war Doktor der Philosophie, was dem deutschen akademischen Titel Dr. phil. habil. entspricht, sowie Doktor der Literaturwissenschaften.

## Biografie
Im Jahr 1924 schloss Wostrikow sein Studium an der sozio-pädagogischen Abteilung der Fakultät für Sozialwissenschaften der Universität Petrograd ab. Seit Juni 1925 war er wissenschaftlicher Mitarbeiter 2. Grades an der Universität Leningrad. Er war Sprachlehrer am Leningrader Institut für lebende orientalische Sprachen und seit 1929 an der staatlichen Universität Leningrad. Darüber hinaus war er Mitarbeiter des Leningrader Asiatischen Museums (ab 1926) und am Institut für buddhistische Kultur (1928 bis 1929). Im Jahr 1930 wurde er zu einem leitenden Forscher der orientalischen Wissenschaften der UdSSR ernannt. Er gehörte zu den Schülern Fjodor Schtscherbatskois  (Sanskrit, Tibetisch) und Boris Wladimirzows (Mongolisch).
Von 1928 bis 1932 begab sich Wostrikow fünfmal auf Forschungsreisen in die Burjatisch-Mongolische ASSR, um dort an den buddhistischen Dazan die Lebensweise der Mönche, den Buddhismus als Religion und als eine philosophische Lehre zu studieren. Von diesen Reisen brachte er eine große Anzahl tibetischer Handschriften und Druckblöcke nach Leningrad, von denen die meisten im Institut Fernöstlicher Handschriften in Sankt Petersburg aufbewahrt werden. Die Materialien wurden von Wostrikow sehr sorgfältig gesammelt und katalogisiert. Seine persönliche Bibliothek ist aus diesem Grund besonders wertvoll.
Am 15. Januar 1935 erhielt er den Titel Doktor der Literaturwissenschaften.
In den 1930er Jahren übersetzte er grundlegende Texte über das indische philosophische System Nyaya und Schriften über buddhistische Logik ins Russische. Zeitgleich studierte er das Yoga-System Kalachakra (Rad der Zeit). Er hatte 1935 die Möglichkeit, den Aufsatz The Nyāyavārtika of Udyotakara and the Vādanyāya of Dharmakirti in der Zeitschrift Indian Historical Quarterly zu veröffentlichen.
Im Frühjahr 1937 wurde er zum Vorsitzenden der tibetischen Gruppe des Instituts Fernöstlicher Handschriften der UdSSR ernannt. In der Nacht vom 8. auf den 9. April 1937 wurde er vermutlich wegen einer Denunziation von der sowjetischen Staatssicherheit NKWD verhaftet. Am 26. September 1937 wurde er in Leningrad hingerichtet. Er gehört damit zu der großen Gruppe begabter sowjetischer Wissenschaftler, die dem Großen Terror zum Opfer fielen.
1956 wurden die Anschuldigungen gegen Wostrikow für nichtig erklärt und der Wissenschaftler im Zuge des Entstalinisierungsprozesses postum juristisch rehabilitiert.
Wegen der umfangreichen Zensur in der Sowjetunion konnte Wostrikow nur eine kleine Anzahl von Studien zu Lebzeiten veröffentlichen. Ein Teil seiner Arbeiten wurde durch das NKWD unwiederbringlich vernichtet, andere Teile konnten dank der Bemühungen von Wostrikows Ehefrau N. P. Wostrikowa und Juri Nikolajewitsch Roerich die Zeit bis zur postumen Rehabilitation Wostrikows überdauern. Nach der Rehabilitation gab Wostrikows Ehefrau seine erhalten gebliebenen Arbeiten heraus, die bald zu Klassikern der Tibetologie wurden. 30 Jahre nach Wostrikows Verhaftung gab der KGB schließlich wertvolle tibetische Handschriften zurück, die die Grundlage für Wostrikows Arbeit gebildet hatten.

## Publikationen
- Тибетская историческая литература (Tibetische historische Literatur); Moskau 1962, (PDF, abgerufen am 6. Februar 2021)
- А.И. Востриков, С.Ф. Ольденбург и изучение (A. I. Wostrikow, S. F. Oldenburg et al.): Тибета (Tibet) in Записки Института Востоковедения Академии Наук (Schriften des Instituts für Ostasienwissenschaften des Akademie der Wissenschaften); Band 4, Moskau Leningrad 1935, S. 59–81.
- С.Ф.Ольденбург, Ф.И.Щербатски, Е.Е. Обермиллер, А.И.Востриков, Б.В.Семичов (S. F. Oldenburg, F. I. Schtscherbatskoi, E. E. Obermiller, A. I. Wostrikow, B. W. Semitschow): Артхашастра, или Наука политики / Перевод с санскрита (Arthashastra oder Politikwissenschaft / Übersetzung aus dem Sanskrit); Verlag der Akademie der Wissenschaften Moskau Leningrad 1959
- Artikel Tibetische Literatur und Tibetische Sprache in Литературной энциклопедии (Literaturenzyklopädie); Band 9, Moskau 1939 (ohne Nennung des Autors)
- Калачакра (Kalatschakra), 1936 (in Druck gegeben, verschollen)[1][A 1]
- А.И. Востриков, Н.Н. Поппе (A. I. Wostrikow, N.N. Poppe): Летопись баргузинских бурят: Тексты и исследования (Die Annalen der Bargusiner Burjaten: Texte und Studien); Moskau Leningrad 1935, (PDF, abgerufen am 6. Februar 2021)
- Some Corrections and Critical Remarks on Dr. Johan van Manen's Contribution to the Bibliography of Tibet, Bulletin of the School of Oriental and African Studies, Februar 1935, S. 51–76
- The Nyāyavārtika of Udyotakara and the Vādanyāya of Dharmakirti; Indian Historical Quarterly Vol. XI, Nr. 1, März 1935[1] (online, abgerufen am 5. Februar 2021)
- Logic of Vasubandhu, 1935 (nach Indien verschickt, verschollen)[1][A 1][4]
- Logical works of Vasubandhu, 1934 (verschollen)[1][5][A 1]
- О философии Dharmakirti (Über die Philosophie Dharmakirtis), 1931 (verlesen während einer Versammlung des Institutes für Buddhismusforschung Leningrad, in Druck gegeben, verschollen)[1][A 1], F. I. Schtscherbatskoi zitierte diese Schrift in seinem Werk Buddist Logic[6]
- Liste sämtlicher erhaltener Publikationen (russisch; PDF; 69 kB)